# 55. Nemzetközi Matematikai Diákolimpia
Az 55. Nemzetközi Matematikai Diákolimpiát (IMO 2014) a Dél-afrikai Köztársaságban, Fokvárosban rendezték 2014. július 3-ától 13-ig. Százegy ország ötszázhatvan versenyzője vett részt. A magyar csapat egy arany-, négy ezüst- és egy bronzéremmel 15. lett az országok közötti pontversenyben.

## Országok eredményei pont szerint
Országonként elérhető maximális pontszám 252 pont volt. Az első 15 helyezett eredményei:
|     | Ország       | Pont | Arany | Ezüst | Bronz | D |
| --- | ------------ | ---- | ----- | ----- | ----- | - |
| 1.  | Kína         | 201  | 5     | 1     | 0     | 0 |
| 2.  | USA          | 193  | 5     | 1     | 0     | 0 |
| 3.  | Tajvan       | 192  | 4     | 0     | 2     | 0 |
| 4.  | Oroszország  | 191  | 3     | 3     | 0     | 0 |
| 5.  | Japán        | 177  | 4     | 1     | 1     | 0 |
| 6.  | Ukrajna      | 175  | 2     | 3     | 1     | 0 |
| 7.  | Dél-Korea    | 172  | 2     | 4     | 0     | 0 |
| 8.  | Szingapúr    | 161  | 3     | 2     | 1     | 0 |
| 9.  | Kanada       | 159  | 2     | 1     | 3     | 0 |
| 10. | Vietnám      | 157  | 3     | 2     | 1     | 0 |
| 11. | Ausztrália   | 156  | 1     | 3     | 2     | 0 |
| 11. | Románia      | 156  | 1     | 5     | 0     | 0 |
| 13. | Hollandia    | 155  | 3     | 2     | 1     | 0 |
| 14. | Észak-Korea  | 154  | 1     | 4     | 0     | 1 |
| 15. | Magyarország | 153  | 1     | 4     | 1     | 0 |

## A magyar csapat
Az egyénileg elérhető maximális pontszám 42 volt. A magyar csapat tagjai:
| Név              | Évfolyam | Iskola                                                          | Város    | Pontszám | Díj   |
| ---------------- | -------- | --------------------------------------------------------------- | -------- | -------- | ----- |
| Fehér Zsombor    | 11.      | Budapesti Fazekas Mihály Gyakorló Általános Iskola és Gimnázium | Budapest | 35       | Arany |
| Di Giovanni Márk | 11.      | Révai Miklós Gimnázium                                          | Győr     | 27       | Ezüst |
| Ágoston Péter    | 12.      | Budapesti Fazekas Mihály Gyakorló Általános Iskola és Gimnázium | Budapest | 26       | Ezüst |
| Homonnay Bálint  | 12.      | Budapesti Fazekas Mihály Gyakorló Általános Iskola és Gimnázium | Budapest | 23       | Ezüst |
| Janzer Barnabás  | 11.      | Budapesti Fazekas Mihály Gyakorló Általános Iskola és Gimnázium | Budapest | 22       | Ezüst |
| Maga Balázs      | 12.      | Budapesti Fazekas Mihály Gyakorló Általános Iskola és Gimnázium | Budapest | 20       | Bronz |

Fehér Zsombor másodszor vett részt a diákolimpián.
A csapat vezetője Pelikán József, helyettes vezetője Dobos Sándor.

## Külső hivatkozások
- A verseny hivatalos honlapja
- A Nemzetközi Matematikai Diákolimpia hivatalos honlapja
- A diákolimpia országonkénti és egyéni eredményei a hivatalos honlapon.